# Peter Squires (Soziologe)
Peter Squires (* 1958) ist ein britischer Soziologe und Kriminologe, der als Professor an der University of Brighton lehrte und forschte. 2019 trennte er sich nach 33-jähriger Tätigkeit von der Universität, um sich als „freier Kriminologe“ zu betätigen. Von 2015 bis 2019 amtierte er als Präsident der British Society of Criminology.
Squires studierte Soziologie und Sozialpolitik an der University of Bristol, das er 1985 mit einer Dissertation über die Kriminalisierung von Armut abschloss. 1986 begann seine Tätigkeit an der University of Brighton, wo er von 2005 bis zu seinem Rückzug aus dem akademischen Betrieb 2019 Professor für Kriminologie und Public Policy war.

## Schriften (Auswahl)
- Gun crime in global contexts. Routledge, Taylor & Francis Group, London/New York 2014, ISBN 9780415688598.
- Mit Dawn E. Stephen: Rougher justice. Anti-social behaviour and young people. Willan, Cullompton 2005, ISBN 1843921111.
- Gun culture or gun control. Firearms, violence and society. Routledge, London/New York 2000, ISBN 0415170869.
- Mit Lynda Measor: Young people and community safety. Inclusion, risk, tolerance, and disorder. Ashgate, Aldershot 2000, ISBN 0754611310.
- Anti-social policy. Welfare, ideology, and the disciplinary state. Harvester Wheatsheaf, New York 1990, ISBN 0745004768.